# Ducado de Devonshire
Duque de Devonshire (antes de 1694 conde de Devonshire) es un título de la nobleza de Inglaterra en poder de los miembros de la familia Cavendish. Esta rama de la familia Cavendish ha sido una de las familias más ricas e influyentes aristócratas de Inglaterra desde el siglo XVI, y han rivalizado en influencia política tal vez sólo con los condes de Derby y los marqueses de Salisbury,

## Historia
Históricamente, el condado fue denominado condado de Devonshire. Aunque actualmente es denominado condado de Devon, el título fue mejorado a duque de Devonshire en 1694. A pesar del título del ducado y título subsidiario del condado de Devonshire, el origen familiar hay que buscarlo en el condado de Derbyshire.
Notar que hay también un conde de Devon, que viene de una casa completamente diferente (Courtenay), y tiene su domicilio en el condado epónimo, a Powderham Castle.

### Cavendish, y el I conde de Devonshire

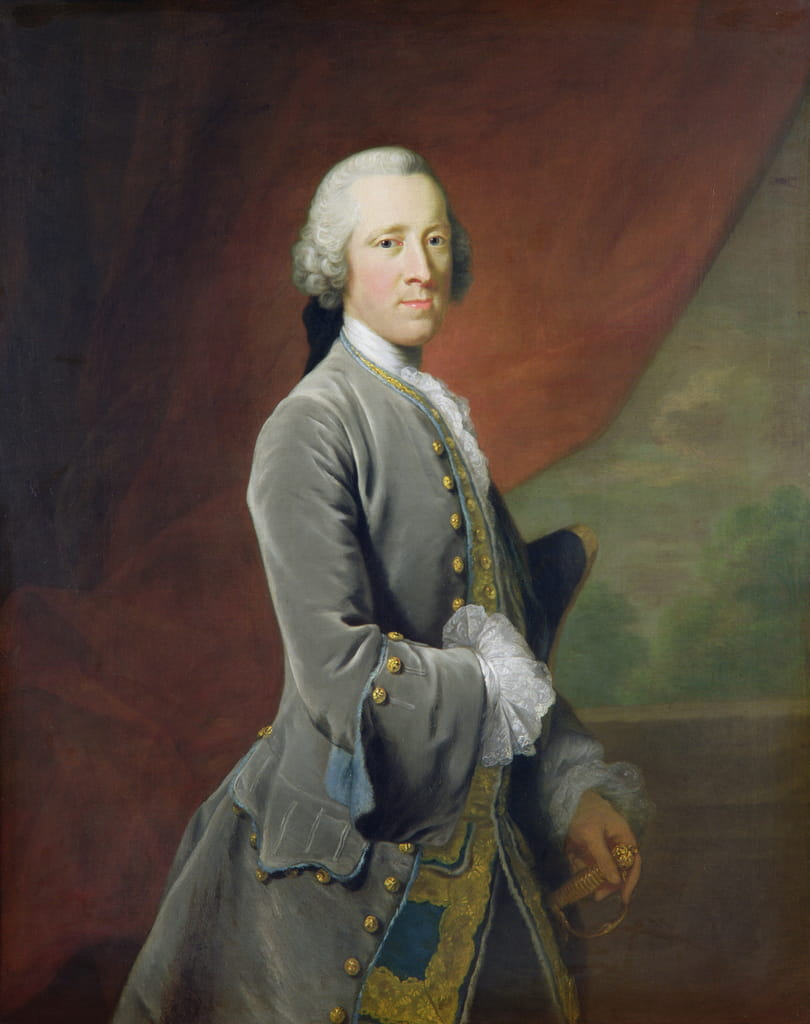
William Cavendish, IV duque de Devonshire brevemente primer ministro entre 1756 y 1757.

La familia Cavendish proviene de Sir John Cavendish, que tomó su nombre de una aldea situada en Suffolk, al este de Inglaterra, donde ocupó una finca en el siglo XIV. Sirvió como presidente del Tribunal Supremo de Inglaterra y Gales de 1372 a 1381, momento en el cual fue asesinado en la revuelta de los campesinos.
Uno de sus numerosos nietos, Sir William obtuvo una gran riqueza en su cargo en el erario público y también, como se alegó, de manera injusta aprovechando la disolución de los monasterios. Tuvo ocho hijos; uno de los cuales, Sir Charles Cavendish (1553-1617), fue el progenitor de William Cavendish, mientras que otro de sus hijos, Henry Cavendish, fue el I baronet de Waterpark, que con el tiempo devendría en la baronía Waterpark. 
Otro tercer hijo, William Cavendish, fue un político y un defensor de la colonización de Virginia. En 1605 fue elevado a la nobleza como barón de Cavendish, de Hardwicke, en el condado de Derby, y en 1618 fue honrado aún más cuando fue nombrado conde de Devonshire. Ambos títulos están en la nobleza de Inglaterra aún.

### De condado a ducado
El sucesor del I conde de Devonshire, fue su hijo mayor, que sirvió como Lord Teniente de Derbyshire y fue un mecenas del filósofo Thomas Hobbes. A su temprana muerte, los títulos pasaron a su hijo, el III conde de Devonshire, también fue Lord Teniente de Derbyshire, que a su vez fue sucedido por su hijo, el IV conde. Firme partidario de la Revolución Gloriosa, más tarde sirvió a Guillermo III y María II de Inglaterra como Lord Steward (administrador de la casa). En 1694 le fue otorgado por sus servicios el título de marqués de Hartington y duque de Devonshire, también presentes hoy día en la nobleza de Inglaterra.

### Los cinco primeros duques
Al I duque le sucedió su hijo mayor, el II duque de Devonshire, que ocupó cargos políticos tales como presidente del Consejo Privado y Lord del Sello Privado y también fue lord-teniente de Devonshire. Su hijo mayor, el III duque, se desempeñó como Lord del Sello Privado, como Lord Steward y como Lord Teniente de Irlanda.
A su muerte, los títulos pasaron a su hijo mayor, el IV duque de Devonshire, que fue un prominente político, convocado a la Cámara de los Lores a través de un recurso de aceleración, creándosele el título de barón Cavendish de Hardwicke en 1751 y sirvió como Primer Lord del Tesoro y primer ministro del Reino Unido de 1756 a 1757. Casado con Charlotte Boyle, hija del famoso arquitecto Richard Boyle, III conde de Burlington (con cuya muerte en 1753 el condado de Burlington se extinguió). 
Su tercer hijo, y el más joven, George Cavendish obtuvo el título de conde de Burlington en 1831 (de segunda creación), sin embargo, el sucesor del ducado de Devonshire fue su hermano mayor, William, V duque de Devonshire, que se desempeñó como Lord Teniente de Derbyshire de 1782 a 1811, pero es más recordado por su primer matrimonio con Georgiana Spencer, célebre belleza y anfitriona de la alta sociedad.

### Títulos subsidiarios
El duque de Devonshire posee determinados títulos subsidiarios: marqués de Hartington (creado 1694), conde de Devonshire (1618), conde de Burlington (1858), y barón Cavendish, de Keighley (1858) (todos en la Nobleza de Inglaterra). El título de marqués de Hartington es usado como el título de cortesía por el hijo mayor del duque y heredero. El hijo mayor del hijo mayor del duque, a su vez utiliza el título de cortesía de conde de Burlington.

### La mansión familiar: Chatsworth House
Desde mediados del siglo XVI, la residencia principal de los Cavendish es Chatsworth House, una formidable mansión rural de tipo country house rodeada por hectáreas de prados y bosques. Sus salones albergan una fabulosa colección de arte, con pinturas de Rembrandt, Nicolas Poussin y Thomas Gainsborough, y un riquísimo conjunto de dibujos antiguos, considerado el más valioso en manos privadas, con ejemplos de Leonardo da Vinci, Rafael Sanzio, Durero o Rubens. Convertida en un atractivo turístico, la mansión recibe anualmente unas 300 000 visitas.

## En la ficción
El quinto duque y la quinta duquesa de Devonshire aparecen retratados en la película La duquesa, del 2008, dirigida por Saul Dibb y en la que actúan Ralph Fiennes, en el papel del duque, y Keira Knightley, como la duquesa. La película (que menciona también el nacimiento del sexto duque de Devonshire) se basa en el libro de Amanda Foreman acerca de la vida de la aristócrata inglesa del siglo XVIII Georgiana Cavendish.
Junto con Jane Austen, Elizabeth Cavendish y William/Guillermo Cavendish, duquesa y duque de Devonshire, respectivamente, aparecen, poco después de la muerte de Georgiana Cavendish, en Jane and the Stillroom Maid, novela de misterio de Stephanie Barron.
En la novela The Three Hostages, novela de 1924 de John Buchan, "el duque de Devonshire" aparece mencionado como un epítome de lo británico/inglés. Es probable que se refiera al octavo duque.[cita requerida]